# Atresia folicular
Atresia folicular é a degeneração ou involução dos folículos do ovário, podendo acontecer em todos os estágios de desenvolvimento folicular (primordial, primário, pré-antral e antral) característica pela morte das células.
Ocorre em estágios programados (1), no início células da granulosas começam a morrer e (2) separação delas na qual é notável células granulosas mergulhadas no líquido folicular (3) morte do ovócito percebida na mudança de cor do núcleo e citoplasma (4) começam células de defesa iniciam a fagocitose das células mortas.